# A Fővárosi Nagycirkusz 2010-es évadja
Ez a szócikk a Fővárosi Nagycirkuszhoz kapcsolódó fejezet.
A Fővárosi Nagycirkusz 2010-es évadja 2010. január 21-én kezdődött és 2011. január 2-án ért véget. Összesen 3 cirkuszi műsort mutattak be.

## Az évad bemutatói
| Az előadás címe                          | Szezon    | Premier előadás   | Utolsó előadás      | Megjegyzés                                                 |
| ---------------------------------------- | --------- | ----------------- | ------------------- | ---------------------------------------------------------- |
| 8. Budapesti Nemzetközi Cirkuszfesztivál | fesztivál | 2010. január 21.  | 2010. január 25.    | A Budapesti Nemzetközi Cirkuszfesztivál nyolcadik versenye |
| Fesztivál Plusssz                        | tavasz    | 2010. január 30.  | 2010. március 15.   | A 8. fesztivál válogatásműsora                             |
| Úton a bohóc                             | nyár      | 2010. március 27. | 2010. augusztus 29. | Hagyományos cirkuszi előadás                               |
| Circolombia                              | ősz       | 2010. október 16. | 2011. január 2.     | Kolumbiai, olasz és magyar artisták műsora                 |

## 8. Nemzetközi Cirkuszfesztivál
A 8. Budapesti Nemzetközi Cirkuszfesztivál 2010. január 21. és január 25. között került megrendezésre. 
12 ország 50 artistája érkezett Budapestre, a Fővárosi Nagycirkuszba. A másfél évtizedes hagyománynak megfelelően, a művészek ezúttal is „A” és „B” műsorban, három-három előadásban léptek a közönség és a zsűri elé. Az eseménysort a zárónapi gálaelőadás zárta.
A fesztivál fődíját az ukrán Vladislav Goncharov és az orosz Vorobiev Csoport csoport nyerte el.

## Fesztivál Plusssz

### Műsorrend
| 1. rész Francesco / animáció + zenekari nyitány Hebei Akrobaták / lasszó (Kína) Darja / macska-akrobatika (Lettország) Marina Nicolodi / levegő karika (Ukrajna) Francesco / bohóc (Franciaország) Benelo / talaj akrobatika (Franciaország) Hebei Akrobaták / ugródeszka (Kína) | 2. rész Vladislav Goncharov / oroszlánok (Ukrajna) Zenekari szám Francesco / bohóc (Franciaország) Duo Richter / kötélbalett (Magyarország) Hebei Akrobaták / meteor (Kína) Coperlin (Dustin Nicolodi) / zsonglőr (Olaszország) Francesco / bohóc (Franciaország) Dou Vanegas / halálkerék (Kolumbia) — Finálé — |

## Úton a bohóc
A 2010-es nyári főműsor az Úton a bohóc címet kapta. Mint azt a cím is jelzi, a műsor az olasz származású Davis Vassallo bohóc utazásáról szól.

Az első részben láthattuk Milena Sidorenka kötél számát, a megfiatalított Astorelli csoport gumiasztal akrobatáit, a Porond Csillaga-díjas Donnert Katalint, Szebasztián és Krisztinát, valamint Nereus Éva kézen egyensúlyozó számát, mellyel 2002-ben, Stockholmban a Cirkuszhercegnő címet nyerte. Az első felvonást a Quinterion dobó akrobatika-csoport zárja.

Vladislav Goncharov és oroszlánjai már a harmadik egymást követő műsorban léphettek a budapesti porondra. Duo Kisfaludy, majd Demjén Natália különleges légtornászszáma után Nereus Lajos, a budapesti cirkuszfesztivál bronz, a varsói verseny ezüstdíjas zsonglőrre szórakoztatta a közönséget. A két és fél órás műsort a Sányina, kozáklovas csoport heves vágtája zárta.

Az Úton a bohóc 2010. március 27-től augusztus 29-ig volt látható a Városligetben.

### Műsorrend
Davis Bohóc / bőröndös jelenet

Milena Sidorenka / balett a vertikális kötélen

Astorelli Junior / gumiasztal akrobatika

Davis Bohóc / székes játék gyerekekkel

Donnert Katalin / lábzsonglőr

Szebasztián és Krisztina / villámgyors átöltözők

Nereus Éva / kézen egyensúlyozás

Davis Bohóc / humoros kötél táncos

Quinterion / dobó akrobatika

Davis Bohóc / szünet varázslat

— szünet —

Vladislav Goncharov / oroszlán idomítás

Davis Bohóc / játék a nézőkkel

Duo Kisfaludy / ugródeszka akrobatika

Demjén Natália / zenélő és éneklő légtornász

Nereus Lajos / zsonglőr

Davis Bohóc / karmester

Sányina / vágtázó lovas akrobaták

— Finálé —

Davis Bohóc / bőröndös jelenet

## Circolombia

### Műsorrend
Játszótér Caliban

Hinta Akrobaták

Problémás Fiú

Festékharc / bohócok

Selyem Repülés

Bolond Banda

Rap-pelők / bohócok

Kötéltáncos

Lengő Trapéz

Cyr Kerék

Fóka Show

— szünet —

Repülő Emberek

Kalap Zsonglőr / bohócok

Papagáj Show

Ugrálókötél

Erő Egyensúlyozás

Szíjakon a levegőben

A Macho Gaucho

Ugródeszka Akrobaták

— Finálé —